# Boris Budnikov
Boris Budnikov est un skipper soviétique né le 16 février 1942 et mort le 26 avril 2023.

## Carrière
Boris Budnikov obtient une médaille d'argent olympique de voile en classe Soling aux Jeux olympiques d'été de 1980 de Moscou.

## Famille
Il est le frère du skipper Aleksandr Budnikov (en).